# ウキナガムシ
ウキナガムシ (Poeobius meseres) は多毛類の一種である。

## 形態
全長は最大27mm。体は透明で、ゼラチン質の鞘に包まれている。体節は不明瞭で、疣足、剛毛を持たない。。

## 生態
太平洋東部の深海に生息する。モンテレー湾でのビデオカメラを用いた調査では、深度1800m前後の浮遊性動物の大部分が本種で構成されていた。
餌は主にオキアミ・カイアシ類の糞であるが、珪藻も食べる。頭部の触手で餌粒子を集める、または、分泌した粘液で餌粒子を絡め取るという2種類の摂餌方法を持つ。

## 分類
分子系統解析によって、本種は底生のハボウキゴカイ科から進化したことが示されている。
Enigma terwillei は本種に近縁だと考えられているが、タイプ標本が失われているため詳細は不明である。